# Бойові сторінки
«Бойові сторінки» — радянський короткометражний мальований мультиплікаційний фільм 1939 року режисера-мультиплікатора Дмитра Бабиченка.

## Сюжет
Мультфільм оповідає про славних сторінках історії Червоної Армії та її боротьбу з ворогами Радянської Росії та СРСР.

## Про мультфільм
Окрім творів для дітей, радянська мультиплікація у передвоєнні роки випускає фільми і для дорослих. Так, у 1939 р. виходять два мультиплікаційні політичні плакати: фільм «Переможний маршрут» (реж. Д.Бабиченко), який розповідає про боротьбу радянського народу за зміцнення могутності своєї Батьківщини, за виконання та перевиконання п'ятирічних планів розвитку народного господарства, та фільм «Бойові сторінки» (реж. Д. Бабиченко, Л. Амальрік, В. Полковников), присвячений окремим епізодам боротьби з білогвардійцями під час громадянської війни. То були перші серйозні роботи жанру політичного плаката.— Історія мультиплікації. Радянська мультиплікація в 30-х роках

## Тематичні покази
Авторська програма Георгія Бородіна: «Революція та Громадянська війна у радянській анімації 1930-60 р.», У тому числі «Бойові сторінки».